# Rezolucija Vijeća sigurnosti UN-a 802
Rezolucijom Vijeća sigurnosti UN-a 802, jednoglasno usvojenom 25. siječnja 1993., nakon što je potvrdilo Rezoluciju 713 (1991.) i sve kasnije relevantne rezolucije te izrazila zabrinutost zbog operacija Hrvatske vojske u zaštićenim područjima Ujedinjenih naroda (u zadarskom zaleđu), Vijeće je zahtijevalo hitan prekid neprijateljstva i povlačenje hrvatskih snaga s područja. Rezolucija je usvojena 3 dana nakon početka operacije Gusar, koja je završila 2 dana nakon izglasavanja ove rezolucije.
Vijeće je također osudilo napade na Zaštitne snage Ujedinjenih naroda (UNPROFOR), zahtijevajući da se oružje zaplijenjeno u skladištima odmah vrati. Također je pozvala sve strane i druge zainteresirane da se strogo pridržavaju dogovora o prekidu vatre i mirovnog plana Ujedinjenih naroda, uključujući raspuštanje i demobilizaciju jedinica srpske teritorijalne obrane i drugih.
U rezoluciji je zatim izražena sućut obiteljima ubijenih iz UNPROFOR-a, zahtijevajući od strana u regiji da poštuju sigurnost Snaga. Također je zatraženo da sve strane surađuju sa zaštitnim snagama i omoguće civilnom prometu korištenje prijelaza kod Maslenice i u Splitu.

## Vanjske poveznice
| Wikizvor | Engleski Wikizvor ima izvorni tekst na temu: United Nations Security Council Resolution 802 |

- Text of the Resolution at undocs.org